# Gun Hellsvik
Gun Birgitta Hellsvik (Geburtsname: Gun Birgitta Blomgren; * 27. September 1942 in Ängelholm, Provinz Kristiansand; † 14. November 2016) war eine schwedische Politikerin der Moderaten Sammlungspartei (Moderata samlingspartiet), die unter anderem zwischen 1991 und 1994 Justizministerin sowie von 1994 bis 2001 Mitglied des Reichstages war.

## Leben
Gun Hellsvik absolvierte nach dem Schulbesuch ein Studium der Rechtswissenschaften an der Universität Lund, das sie 1971 abschloss. Nachdem sie dort bereits von 1969 bis 1972 als Tutorin für Prozessrecht tätig gewesen war, arbeitete sie zwischen 1972 und 1982 als Lektorin an der juristischen Fakultät der Universität Lund. 1982 wurde sie Mitglied des Stadtrates von Lund und war danach zwischen 1983 und 1988 Vorsitzende des Stadtvorstandes.
Am 4. Oktober 1991 wurde Gun Hellsvik von Ministerpräsident Carl Bildt als Justizministerin (Justitieminister) in dessen Regierung berufen und bekleidete dieses Ministeramt bis zum Ende von dessen Amtszeit am 7. Oktober 1994. In dieser Funktion setzte sie sich für den Einsatz der elektronischen Fußfessel ein. Des Weiteren war sie von 1993 bis 1999 Vize-Vorsitzende der Moderaten Sammlungspartei. Bei der Wahl vom 18. September 1994 wurde sie erstmals zum Mitglied des Reichstages gewählt und gehörte diesem bis zu ihrem Mandatsverzicht am 28. Februar 2001 an. Während ihrer Parlamentszugehörigkeit war sie von Oktober 1994 bis Februar 2001 Vorsitzende des Justizausschusses (Justitieutskottet) sowie zugleich zwischen Oktober 1998 und Februar 2001 Vorsitzende der Delegation Schwedens beim Nordischen Rat. Daneben war sie zwischen Januar 1995 und Februar 2001 Mitglied des Ausschusses für die Europäische Union (EU-nämnden) sowie von Oktober 1994 und Februar 2001 auch Mitglied der Kriegsdelegation (Krigsdelegationen), ein Gremium, dem neben dem Parlamentspräsidenten fünfzig weitere Mitglied des Reichstages angehören.
Nach ihrem Ausscheiden aus dem Reichstag wurde Gun Hellsvik 2001 Nachfolgerin von Carl-Anders Ifvarsson als Generaldirektorin des Patent- und Registeramtes PRV (Patent- och registreringsverket) und übte diese Funktion bis 2007 aus, woraufhin Lars Björklund ihre Nachfolge antrat. Zugleich war sie zwischen 2004 und 2007 Vorsitzende des Verwaltungsrates der Hochschule Borås. zuletzt gehörte sie von Oktober 2010 bis Oktober 2014 dem Vorstand der Schwedischen Reichsbank (Riksbanksfullmäktige) als Mitglied an.